# Kočkodan Rolowayův
Kočkodan Rolowayův (Cercopithecus roloway) je opice z čeledi kočkodanovití (Cercopithecidae) a rodu Cercopithecus, někdy uváděna jako poddruh kočkodana Dianina (Cercopithecus diana). Vyskytuje se v Ghaně a na Pobřeží slonoviny. Kočkodan Rolowayův patří mezi největší druhy z celého rodu Cercopithecus. Žije v tlupách obvykle o 15 až 20 zvířatech a živí se hlavně ovocem. Mezinárodní svaz ochrany přírody jej považuje za kriticky ohrožený druh, nebezpečí představuje lov a ztráta přirozeného prostředí. V roce 2024 získala jihlavská zoo pár kočkodanů Rolowayových, osmiletého samce a sedmiletou samici.

## Taxonomie
Kočkodan Rolowayův patří do čeledi kočkodanovití (Cercopithecidae) a rodu kočkodan (Cercopithecus). Je to monotypický taxon příbuzný s kočkodanem Dianiným (Cercopithecus diana) a často byl společně s poddruhem Cercopithecus diana diana považován za poddruh kočkodana Dianina, tedy Cercopithecus diana roloway. Osamostatněn na druh byl roku 2005 profesorem biologické antropologie Colinem Grovesem, přesto tato systematika není vždy uznávána.
Kočkodana Rolowayova popsal v roce 1774 německý lékař a přírodovědec Johann Christian Daniel von Schreber. Odborným jménem je Cercopithecus roloway, vědeckými synonymy pro druh jsou Cercopithecus palatinus, Cercopithecus diana roloway a Simia roloway, českým synonymem pak kočkodan Dianin Rolowayův. Druh má 58 chromozomů.

## Výskyt
Kočkodan Rolowayův je zvíře afrotropické (etiopské) oblasti, obývá západní Afriku. Původní areál výskytu se táhl na severu a východě Pobřeží slonoviny východně od řeky Sassandra až k řece Pra v Ghaně, záznamy o tomto druhu východně od přehradní nádrže Volta v Togu nebyly prokázány. Z většiny původního rozsahu již byl ale druh vyhuben.
Je to stromový druh žijící v lesích, může obývat stálezelené i poloopadavé primární nebo sekundární lesní porosty. Lze jej najít také v porostech mangrovníků druhů Pandanus candelabrum a Cyrtosperma senegalense, kde opice žijí ve větších skupinách, protože jim tyto oblasti, vzdálené od lidské populace, poskytují ochranu, potravu a vodu. Kočkodani se orientují z vrcholků stromů.

## Popis
Kočkodan Rolowayův patří mezi největší druhy z celého rodu Cercopithecus. Je velmi podobný kočkodanům Dianiným, jejichž délka činí u samců 52,5 až 61,5 cm a u samic 44 až 45 cm. Kočkodan Rolowayův vykazuje pohlavní dimorfismus, samci jsou větší než samice a mají také mohutnější špičáky a větší lebky. Tělo opice působí elegantním dojmem, končetiny jsou dlouhé, ocas je delší než tělo. Palec je protistojný a na všech prstech rostou nehty. Lebka je zploštělá, s nosními dírkami, které jsou od sebe mírně rozestoupeny. Celkový zubní vzorec činí I 2/2, C 1/1, P 2/2, M 3/3 = 32, druh má lícní sáčky.
Zbarvení je tmavošedé, na konci zad karmínové, břicho a končetiny jsou zabarveny černě, krk a hrudník bíle. Na černém obličeji roste 8 až 10 cm dlouhý plnovous. Mláďata se zbarvením podobají dospělcům.

## Chování

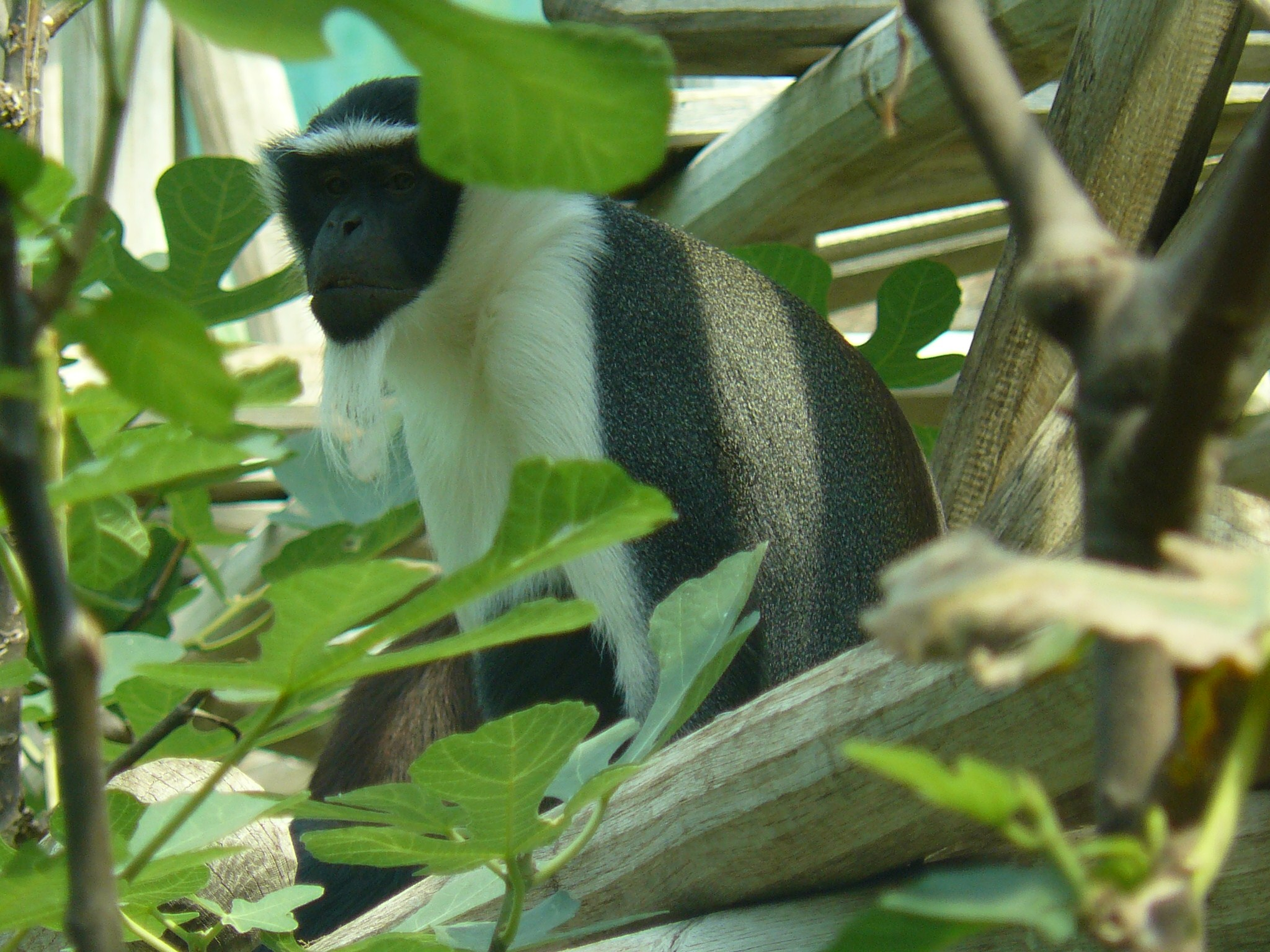
Kočkodan Rolowayův v zajetí

Kočkodan Rolowayův žije ve skupinách složených ze 6 až 22 zvířat, běžně z 15 až 20 jedinců. V tlupě je obyčejně jeden samec, zbytek tvoří samice a mláďata. Jedna skupina si zabírá území o rozloze asi 190 ha, které si značí táhlým voláním. V případě nebezpečí ze strany predátorů, například levharta skvrnitého (Panthera pardus) a možná i orla korunkatého (Stephanoaetus coronatus), vydávají kočkodani varovné volání. Druh se živí rozmanitou potravou. Potravu těmto opicím poskytuje přes 130 druhů rostlin, včetně epifytických. Největší část stravy tvoří dužnina ovoce – společně se semeny hlavní část jídelníčku v období sucha –, dále také členovci a listy. Jejich jídelníček je podobný jako u kočkodana bělonosého (Cercopithecus nictitans), který tak může být konkurenčním druhem. V období dešťů byli kočkodani pozorováni, jak se krmí v blízkosti guéréz límcových (Colobus vellerosus).

### Rozmnožování

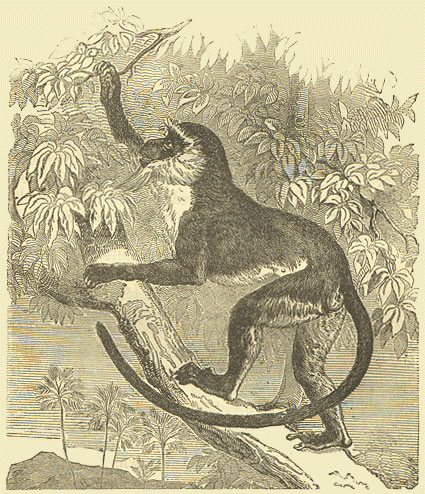
Na kresbě Charlese Darwina

O rozmnožování druhu nebylo zjištěno dostatečné množství informací, nicméně se očekává, že je podobně jako kočkodan Dianin polygamní. Rozmnožovat se tyto opice mohou celoročně, páření kočkodanů Rolowayových byla zaznamenávána především mezi únorem a červencem. Mláďata se v Národním parku Bia rodila od konce listopadu do začátku prosince a v březnu. Mladí jedinci jsou obyčejně neprůbojní, asertivní se stávají až ve vyšším věku. Délka dožití ve volné přírodě není známa, v zajetí se jeden kočkodan Rolowayův dožil 31 let.

## Ohrožení
Kočkodan Rolowayův je jeden ze tří nejohroženějších primátů oblasti a jeho populace v celém areálu výskytu klesá. Byl vyhuben i téměř ze všech chráněných oblastí a lesních rezervací. Nebezpečí představuje ničení přirozeného prostředí, lesy ustupují zemědělským půdám nebo jsou káceny pro těžbu dřeva, v oblasti rovněž vznikají plantáže palem olejných (Elaeis guineensis). Rozvinutý je též lov pro maso (takzvaný bushmeat) a kůži. Kvůli svému hlasitému volání se opice stávají zranitelné vůči lovcům.
Mezinárodní svaz ochrany přírody kočkodana Rolowayova od roku 2019 považuje za kriticky ohrožený druh (CR), zapsán je na první přílohu Úmluvy o mezinárodním obchodu s ohroženými druhy volně žijících živočichů a rostlin.